# Swakopmund-Matutura
Matutura (zwischen 2013 und 2015 Swakopmund-DRC, davor Democratic Resettlement Community (meist nur DRC), bis 2013 offiziell DRC Informal Settlement) war ein informelles Slumviertel von Swakopmund in Namibia. Es liegt im Nordosten der Stadt, etwa einen Kilometer nordöstlich der Vorstadt Mondesa.
Seit 2013 wird Matutura zu einer vollständigen Vorstadt mit bis zu 6000 Grundstücken ausgebaut.
Matutura umfasst derzeit (Stand Juni 2011) 1370 ausgewiesene Parzellen, in einer weiteren Ausbaustufe sollen es 1678 werden. In dieser Ausbaustufe werden erstmals Parzellen nach der staatlichen Vorgabe mit einer Größe von mindestens 300 m² ausgewiesen. Laut Medienberichten vom Oktober 2012 sollen nun 6000 Grundstücke für 600 Millionen Namibia-Dollar erschlossen werden.
Matutura bedeutet Ort an dem wir leben wollen.

## Geschichte vor 2013
DRC war offiziell von der Stadtverwaltung von Swakopmund als informelle Siedlung toleriert. Im Dezember 2010 kam von den Bewohnern erneut der Wunsch auf, das Gebiet als formales Wohngebiet anzuerkennen. Diese Anerkennung war laut der Bürgermeisterin von Swakopmund für die Jahre 2011 bis 2013 geplant.
Wiederholt kam es jedoch zu Unstimmigkeiten, da sich weiterhin Siedler auch außerhalb der festgesetzten Vorstadtgrenzen ansiedeln. Diese illegalen Siedlungen sollen nun schlussendlich zerstört und die 300 Squatter umgesiedelt werden.
Im Juni 2011 wurde der „DRC Open Market“ als erster formeller Markt eröffnet.